# Do latarni morskiej
Do latarni morskiej – powieść Virginii Woolf z 1927 roku. Ważny przykład użycia techniki strumienia świadomości. Fabuła ma drugorzędne znaczenie wobec filozoficznej introspekcji. Dialogów jest niewiele, prawie nie ma akcji, przedstawiane są myśli i obserwacje. Tematy to: dziecięce emocje, relacje między dorosłymi, strata, subiektywność, problem percepcji.
W stworzonym w 2015 roku przez krytyków BBC rankingu 100 najlepszych brytyjskich powieści w historii, powieść zajęła drugie miejsce.

## Fabuła
Rodzina Ramsayów, rodzice i ośmioro dzieci (w tym syn James), spędza wakacje w letnim domu na wyspie Skye w Szkocji w roku 1910. Pan Ramsay jest profesorem filozofii. Odwiedzają ich też przyjaciele, np. malarka Lily Briscoe, która chce stworzyć portret pani Ramsay z Jamesem, urządzane są obiadowe przyjęcia.
Planowana w 1910 roku wyprawa żaglówką do latarni morskiej dochodzi do skutku dopiero w 1920 roku, po wojnie. W międzyczasie zmarła pani Ramsay, zginął syn Andrew, córka Prue zmarła przy porodzie. Lily udaje się ukończyć portret w momencie, gdy grupa dociera do latarni.